# Aphanopetalum
Aphanopetalum is een geslacht uit de familie Aphanopetalaceae. De soorten uit het geslacht komen voor in West- en Oost-Australië.

## Soorten
- Aphanopetalum clematideum (J.Drumm. ex Harv.) Domin
- Aphanopetalum resinosum Endl.